# Khunayfis
Khunayfis (tiếng Ả Rập: خنيفس) là một ngôi làng Syria nằm trong phó huyện Salamiyah thuộc huyện Salamiyah ở Tỉnh Hama. Theo Cục Thống kê Trung ương Syria (CBS), Khunayfis có dân số 2.570 người trong cuộc điều tra dân số năm 2004. Cư dân của nó chủ yếu là Alawites.